# 武藤潤 (俳優)
武藤 潤（むとう じゅん、2001年8月18日 - ）は、日本のアイドル、俳優。ダンスボーカルユニット「原因は自分にある。」のメンバー。東京都出身。スターダストプロモーション制作3部所属。

## 略歴
昔からテレビを観るのが好きで、いつかテレビに出る側になりたいと思う。
それからテレビに心を動かされることで自分も誰かの心を動かすことのできる人になりたいと思うようになり、自ら事務所のオーディションを受ける。
EBiDANに加入後、ダンスボーカルユニットBATTLE BOYS、及びBATTLE STREETの選抜メンバーとして選ばれ 原因は自分にある。のメンバーとして活動している。

## 人物
趣味は、映画鑑賞、絵を描く事。
特技は、空手（初段）、水泳、バスケットボール、手笛。

## 出演

### テレビドラマ
- さくらの親子丼 第1話・第7話（2017年10月7日 - 11月19日、東海テレビ・フジテレビ） - 宮出純 役
- 先に生まれただけの僕 第6話（2017年11月18日、日本テレビ）
- anone 第4話（2018年1月31日、日本テレビ）- 相良樹 役[4]
- 怪談新耳袋 暗黒「人形村」（2023年8月24日 - 9月14日、BS-TBS・BS-TBS 4K） - ハヤト 役[8][9]
- 沼オトコと沼落ちオンナのmidnight call 〜寝不足の原因は自分にある。〜 第2話「不器用沼」（2023年9月7日、テレビ東京） - 主演・深谷翔太郎 役[10][11]
- シークレット同盟 第7話（2024年5月17日、読売テレビ）[12]
- ふったらどしゃぶり（2025年1月10日 - 2月21日、毎日放送） - 主演・萩原一顕 役（伊藤あさひとダブル主演）[13]

### Webドラマ
- ギヴン（2021年7月17日 - 8月21日、FOD） - 植木涼 役[注 1]

### 舞台
- 「オープニングナイト」～桜咲高校ミュージカル部～（2021年7月2日 - 5日、日本青年館ホール[14] / 10月29日 - 11月7日、新国立劇場 中劇場[15]） - マイト 役
- FAKE MOTION 2022 SMR LIVE SHOW（2022年10月12日 - 13日、かつしかシンフォニーヒルズ） - 伊達竜宗 役[16][注 2]
- ミステリ・ミュージカル「ルームメイトと謎解きを」（2023年11月18日 - 26日、サンシャイン劇場） - 主演・兎川雛太 役（小野塚勇人、富永勇也とトリプル主演、小野塚勇人とダブルキャスト）[18]
- FINAL FANTASY BRAVE EXVIUS 幻影戦争 THE STAGE（2024年2月23日 - 3月3日、ヒューリックホール東京） - シュテル・リオニス 役[19]
- エグ女2025（2025年10月3日 - 5日〈予定〉、日本青年館ホール）[20]

### 映画
- 春待つ僕ら（2018年12月14日、ワーナー・ブラザース映画）- 清凌高校バスケ部員 役
- 泣くな赤鬼（2019年6月14日、KADOKAWA）- 和田圭吾(高校時代) 役[21]
- バトルキング!! -We'll rise again-（2023年3月10日、S・D・P） - 伊達一男 役
  - BATTLE KING!! Map of The Mind -序奏・終奏-（2025年2月14日・3月14日、S・D・P）[22][23]
- ゆとりですがなにか インターナショナル（2023年10月13日、東宝） - 中島 役

### CM
- フジパン ネオバターロール「子供の頃から」篇（2019年）